# IV Regió Militar
La IV Regió Militar també coneguda com a Capitania General de Catalunya, és una subdivisió històrica del territori espanyol des del punt de vista militar quant a l'assignació de recursos humans i materials amb vista a la defensa.

## Jurisdicció territorial
Comprenia les quatre províncies catalanes: Barcelona, Girona, Lleida i Tarragona. La seva seu es trobava a Barcelona.
La Regió Militar respon ja a un model de defensa territorial històric lloc que des de 2002 les Forces Armades espanyoles s'organitzen en unitats tàctiques en funció de les comeses i missions assignades.

## Història

### Primers temps
La divisió d'Espanya en Capitanies Generals data de 1705, quan es van ajustar als antics regnes que constituïen la Monarquia Hispànica. Es tractaven de tretze regions: Andalusia, Aragó, Burgos, Canàries, Castella la Vella, Catalunya, Extremadura, Galícia, Costa de Granada, Guipúscoa, Mallorca, Navarra i València. En 1714 es crea la Capitania General de Castella la Nova a partir de la Comissaria General de la Gent de Guerra de Madrid.
En 1898 es va tornar a dividir el territori peninsular en set noves Regions Militars, alhora que es van constituir les Comandàncies Generals de Balears, Canàries, Ceuta i Melilla. La IV Regió Militar té el seu origen en la Capitania General de Catalunya, mantenint la seu i les quatre províncies de l'antic principat.
Després de la proclamació de la Segona República en 1931, un decret governamental va dissoldre les regions militars i les va substituir per les Divisions Orgàniques. En juliol de 1936, el cap de la IV Divisió Orgánica era el general de brigada Francisco Llano de la Encomienda.
Per decret del 4 de març de 1939, abans de finalitzar la Guerra Civil Espanyola, va quedar restablida l'antiga Regió Militar, que recuperava les funcions de la desapareguda IV Divisió Orgànica. A la nova IV Regió Militar se li assigna el IV Cos d'Exèrcit, amb tres divisions: la 41a (Barcelona), la 42a (Girona) i la 43a (Lleida). El primer Capità General de la regió va ser el General de divisió Eliseo Álvarez-Arenas y Romero.